# Clytra aliena
Clytra aliena es un coleóptero de la familia Chrysomelidae. Fue descrita científicamente por primera vez en 1897 por Weise.